# Oryctanthus asplundii
Oryctanthus asplundii là một loài thực vật có hoa trong họ Loranthaceae. Loài này được Kuijt mô tả khoa học đầu tiên năm 1976.